# None (EP)
None è il secondo EP del gruppo musicale svedese Meshuggah, pubblicato nel 1994 dalla Nuclear Blast.

## Tracce
1. Humiliative – 5:17
2. Sickening – 5:47
3. Ritual – 6:17
4. Gods of Rapture – 5:11
5. Aztec Two-Step – 3:36

## Formazione
- Jens Kidman – voce
- Tomas Haake – batteria
- Peter Nordin – basso
- Fredrik Thordendal – chitarra
- Mårten Hagström – chitarra